# Litopus coelestinus
Litopus coelestinus är en skalbaggsart som beskrevs av Leon Fairmaire 1901. Litopus coelestinus ingår i släktet Litopus och familjen långhorningar.
Artens utbredningsområde är Madagaskar. Inga underarter finns listade i Catalogue of Life.